# جيري بيري (لاعب كرة مضرب)
جيري بيري (بالإنجليزية: Gerry Perry)‏ هو لاعب كرة مضرب أمريكي، ولد في 1 يونيو 1947 في سبرينغفيلد في الولايات المتحدة.

## وصلات خارجية
- جيري بيري على موقع رابطة محترفي التنس (الإنجليزية)
- جيري بيري على موقع الاتحاد الدولي لكرة المضرب (الإنجليزية)
- جيري بيري على موقع خلاصة التنس.كوم (الإنجليزية)